# Trespaderne
Trespaderne est une commune d'Espagne dans la communauté autonome de Castille-et-León, province de Burgos. Elle s'étend sur 36,81 km2 et comptait environ 1 070 habitants en 2011.